# Evidenzbureau

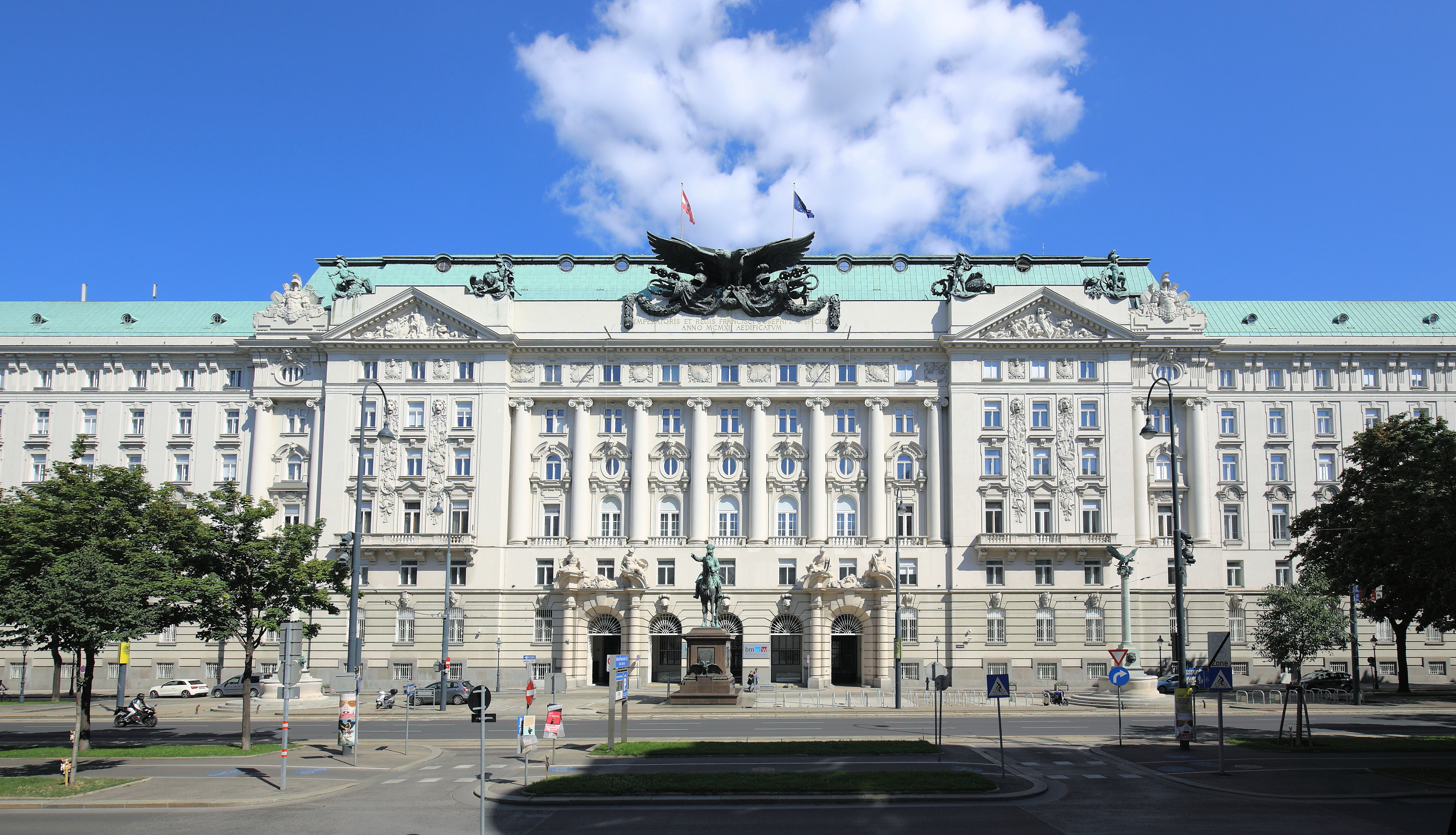
Gebouw van het Oostenrijks-Hongaarse oorlogsministerie op de Stubenring in Wenen, waar het Evidenzbureau zetelde. Sinds 1945 staat dit gebouw bekend als Regierungsgebäude ("Regeringsgebouw") en zetelen er verschillende ministeries.

 Het Evidenzbureau, later geschreven als Evidenzbüro, was het bestuur van de militaire inlichtingendienst van de dubbelmonarchie Oostenrijk-Hongarije. Het begrip wordt in Oostenrijk echter tot op heden gebruikt om de Oostenrijke inlichtingendienst aan te duiden.

## Naam
De naam is ontleend aan de Oostenrijks-Duitse uitdrukking etwas in Evidenz halten, die "iets in het oog houden" betekent. Deze taak voerde het Evidenzbureau dan ook uit voor het Oostenrijks-Hongaarse leger, namelijk het verzamelen van meldingen afkomstig van verschillende bronnen, op basis van evidentiemateriaal dat militair relevant was.

## Taken
Het Evidenzbureau was een afdeling van het Oostenrijks-Hongaarse oorlogsministerie en zetelde ook in het gebouw van dit ministerie in Wenen. De Chef van de Generale Staf moest eenmaal per week rapporteren aan keizer Frans Jozef. Dit gebeurde tot 1913 schriftelijk. Bovendien moest de stafchef ook instaan voor de correcte interpretatie van de berichten tegenover de keizer en de oorlogsminister.
Ter verzameling en beoordeling van de ingediende inlichtingen waren in de centrale, in 1907 althans, vijftien legerofficieren werkzaam. De meldingen werden aangeleverd door officieren van overal in de dubbelmonarchie opgerichte Kundschaftsstellen ("inlichtingenafdelingen") en Hauptkundschaftstellen. De meldingen uit het buitenland kwamen van militaire attachés.
In vergelijking met de Duitse en Russische Generale Staf beschikte het Evidenzbureau over zeer bescheiden middelen. Het gebrek aan personeel en geld ontstond vooral uit het feit dat het Evidenzbureau het leeuwendeel van zijn budget van het Oostenrijks-Hongaarse ministerie van Buitenlandse Zaken ontving, dat vooral inzette op inlichtingen binnen het eigen werkgebied. Bovendien werd het ministerie van Buitenlandse Zaken gefinancierd door enerzijds de Oostenrijkse rijkshelft (Cisleithanië) en anderzijds de Hongaarse rijkshelft (Landen van de Heilige Hongaarse Stefanskroon). Omwille van politieke spanningen tussen Wenen en de Hongaren, kende de Hongaarse Rijksdag zo min mogelijk financiële middelen toe aan de gemeenschappelijke Oostenrijks-Hongaarse ministeries.

## Geschiedenis
Hoewel men in Oostenrijk er al meer dan 10 jaar van de noodzaak van een militaire inlichtingendienst overtuigd was, werd het Evidenzbureau in 1850 opgericht als eerste permanente militaire geheime dienst. Het werd ingezet in de Tweede Italiaanse Onafhankelijkheidsoorlog (1859) en de Oostenrijks-Pruisische Oorlog (1866), maar met bescheiden succes.
Tegen het einde van de 19e eeuw verhevigde de concurrentie van de Europese grootmachten, hetgeen ook leidde tot een opgevoerde inzet van geheime diensten tegen elkaar. In de lijn van de politieke belangen van de Oostenrijks-Hongaarse monarchie, richtte de aandacht van zijn spionnen zich vanaf het begin aan vooral naar het zuiden en het oosten; in het bijzonder naar Italië, de Balkan en Rusland.

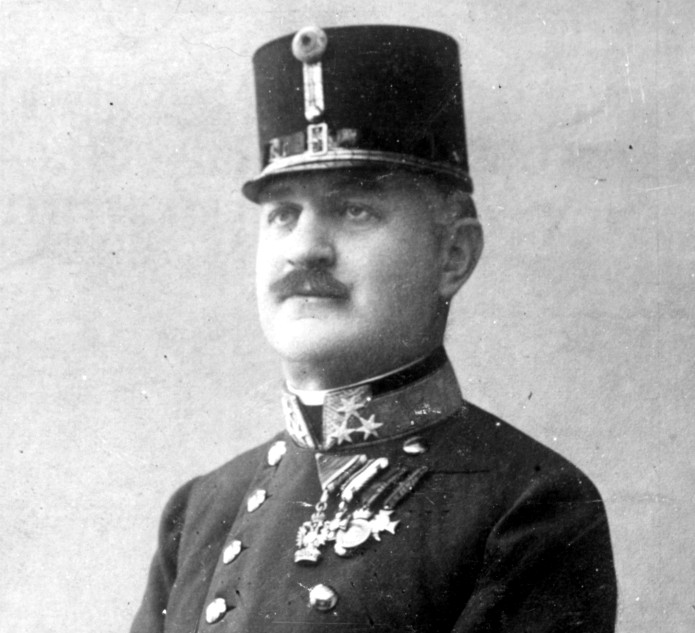
Alfred Redl

In de andere richting richtte Rusland zich met de Ochrana ook op haar westelijke buur Oostenrijk-Hongarije. Na 1900 slaagde Rusland erin om de Oostenrijks-Hongaarse officier van de Generale Staf en vice-directeur van het Evidenzbureau, Alfred Redl, te rekruteren. Zijn ontmaskering als Russisch spion leidde in 1913 tot een ernstige politieke en militaire crisis in de Donaumonarchie.
Tijdens de Eerste Wereldoorlog won het Evidenzbureau aan betekenis. Bovenop de al bestaande taken kwam ook de onthulling van vijandige radiogrammen. In het laatste oorlogsjaar, 1917-1918, waren bij het Evidenzbureau en de Staatspolizei (StaPo), de voor het binnenland verantwoordelijke geheime dienst, samen 300 officiers, 50 ambtenaren, 400 politie-agenten, 600 soldaten en 600 spionnen actief.
Op 12 november 1918 besloot de staatsraad van de provisoire Republiek Duits-Oostenrijk tot de opheffing van het Oostenrijks-Hongaarse oorlogsministerie, en daarmee ook van het Evidenzbureau. Maximilian Ronge, de voorzitter van het Evidenzbureau, werd opgedragen alle documenten aan de nieuw opgerichte, en onder het ministerie voor Binnenlandse Zaken ressorterende, geheime dienst (Abteilung 1/N) over te dragen en de instelling te ontbinden. Op 12 juli 1919 werd het Evidenzbureau opgedoekt.